# Animita

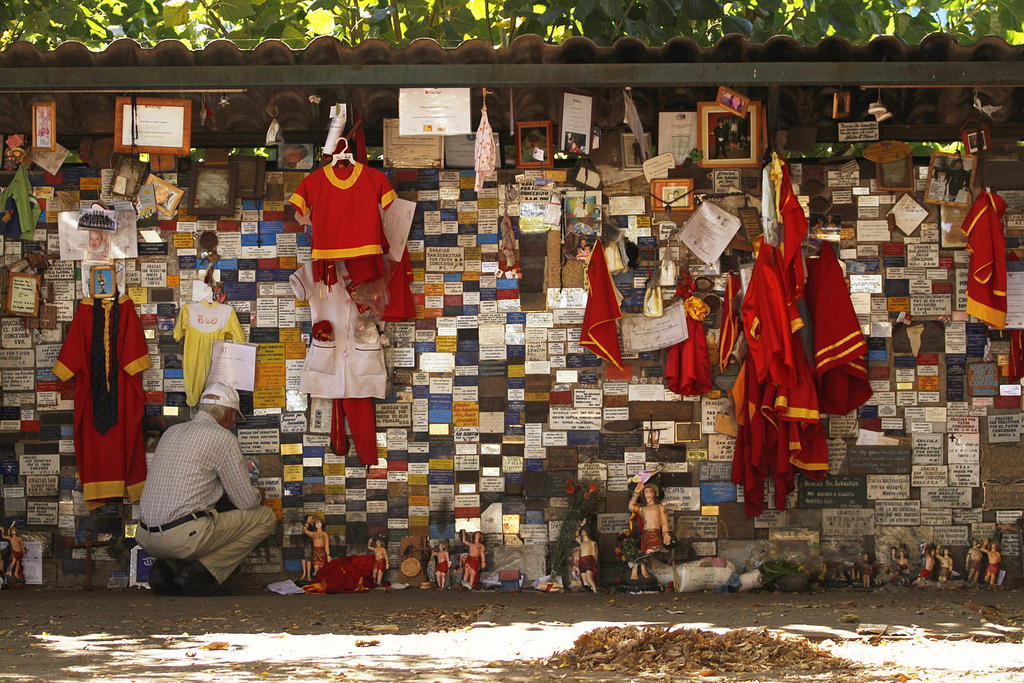
Devotos dejan placas, vestimentas, figuras y otros objetos en agradecimiento por los favores concedidos en la animita del Santuario de San Sebastián en Yumbel

Animita es el término chileno utilizado para referirse a un lugar de veneración religiosa o mitológica, generalmente desarrollado como una capilla, ermita, santuario o templete, que recuerda un hecho trágico en espacios públicos. También se establece como sitio de veneración informal de santidades o personajes a quienes se atribuye alguna característica extraterrenal.

## Etimología
La voz «animita», diminutivo de «ánima» (alma), se utiliza exclusivamente en Chile; en Perú se desconoce el término y se le denomina simplemente «capilla» o «santuario».

## Descripción

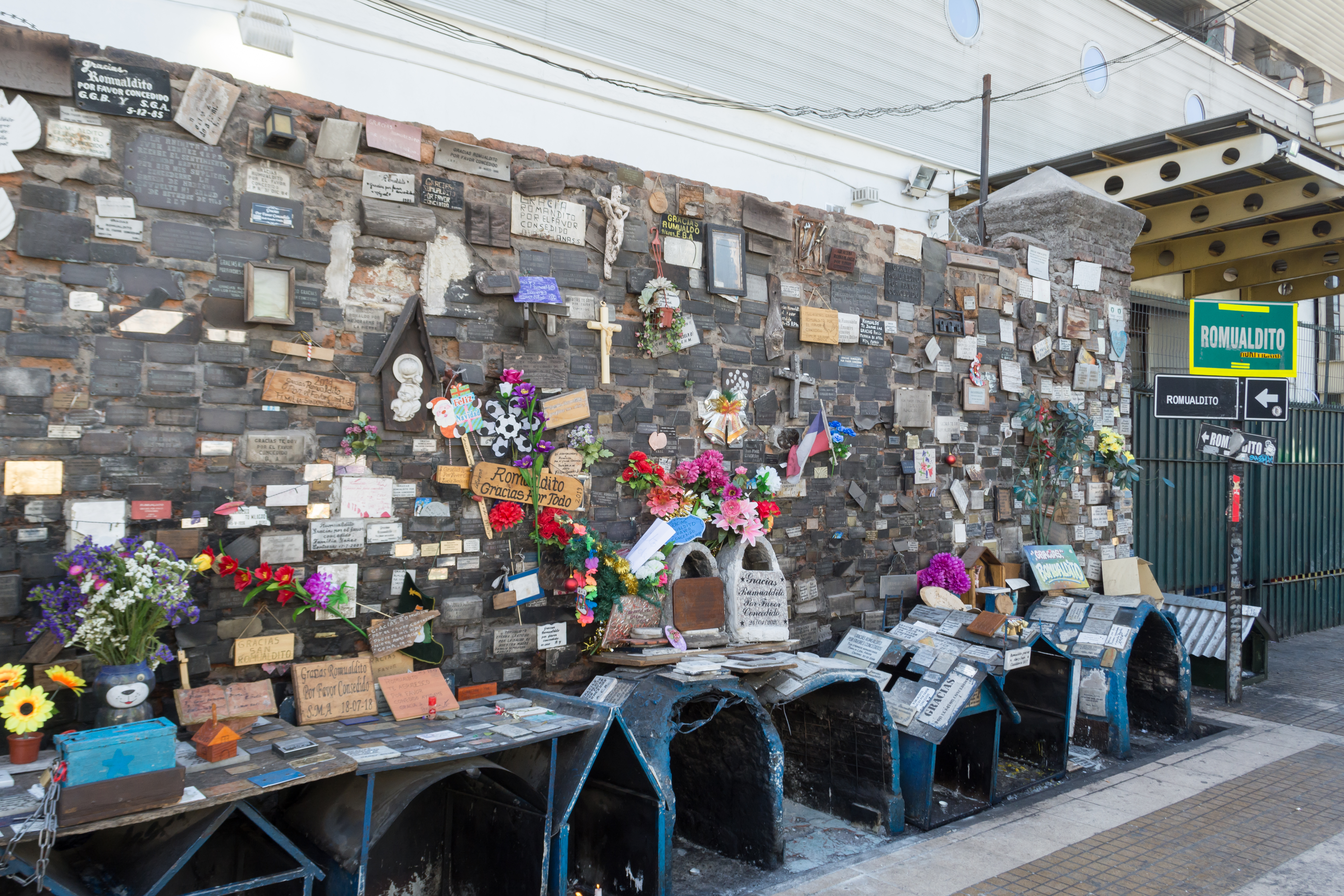
Placas puestas en la animita de Romualdito por fieles tras ser cumplidas sus peticiones.

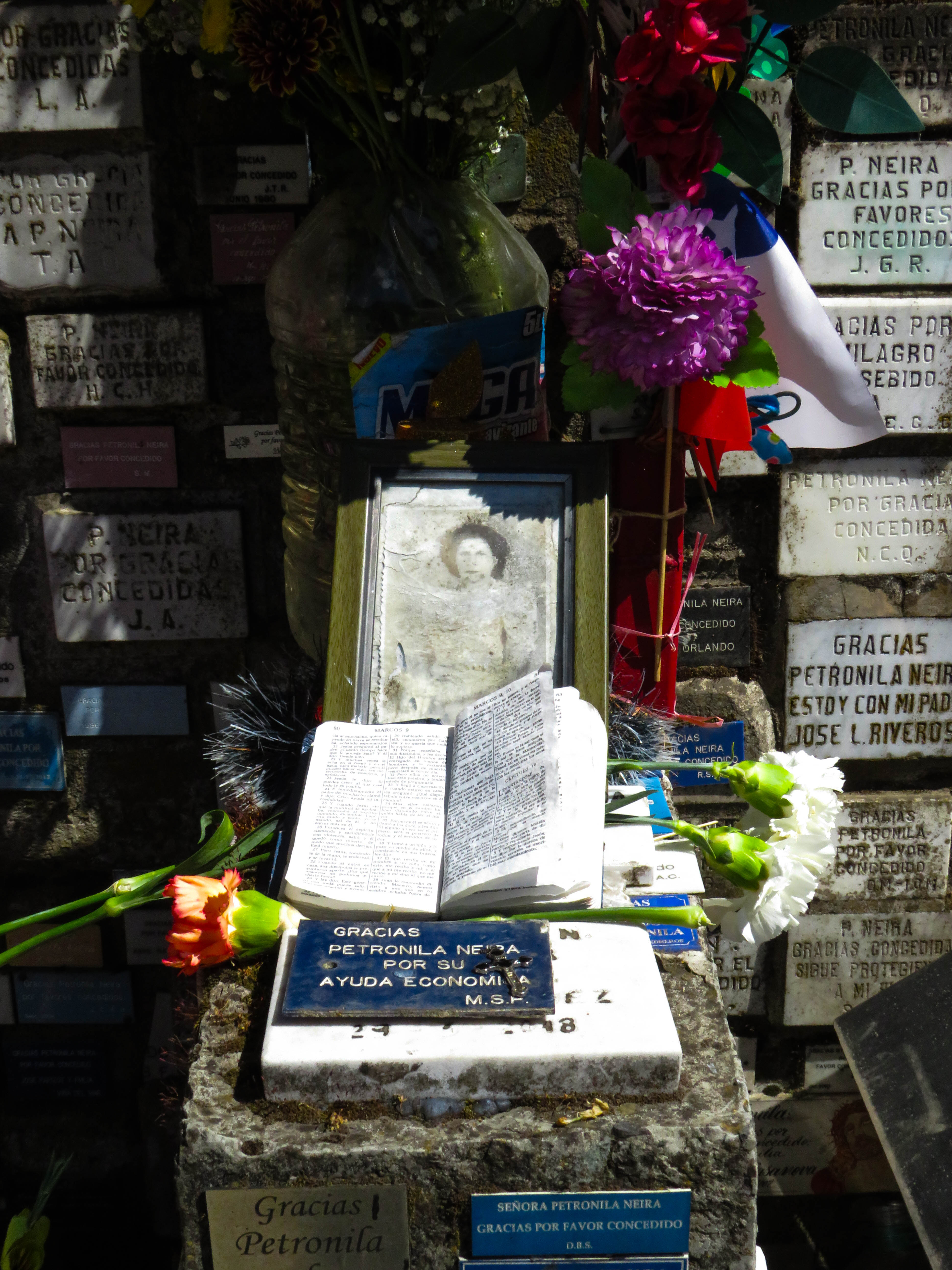
Animita de Petronila Neira, Cementerio General de Concepción.

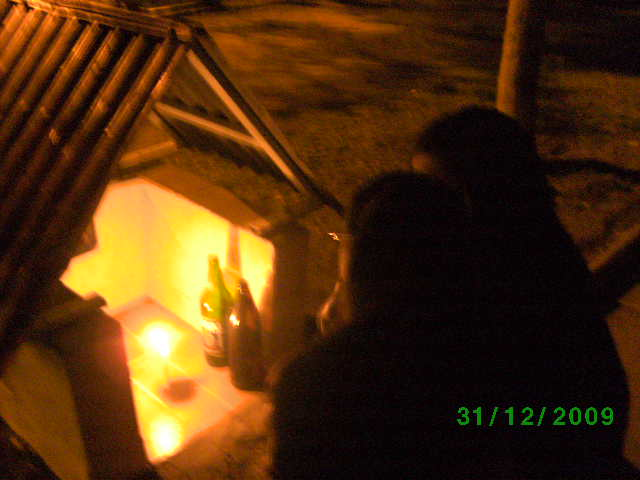
Familiares y amigos visitan la animita de un joven de una barra brava chilena atropellado en La Florida en la noche de Año Nuevo.

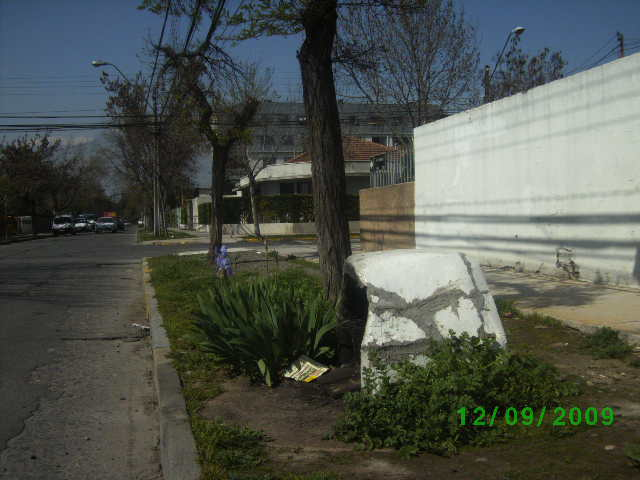
Animita semiabandonada de un hombre asesinado (c. 1940) en una calle de la comuna santiaguina de Ñuñoa.

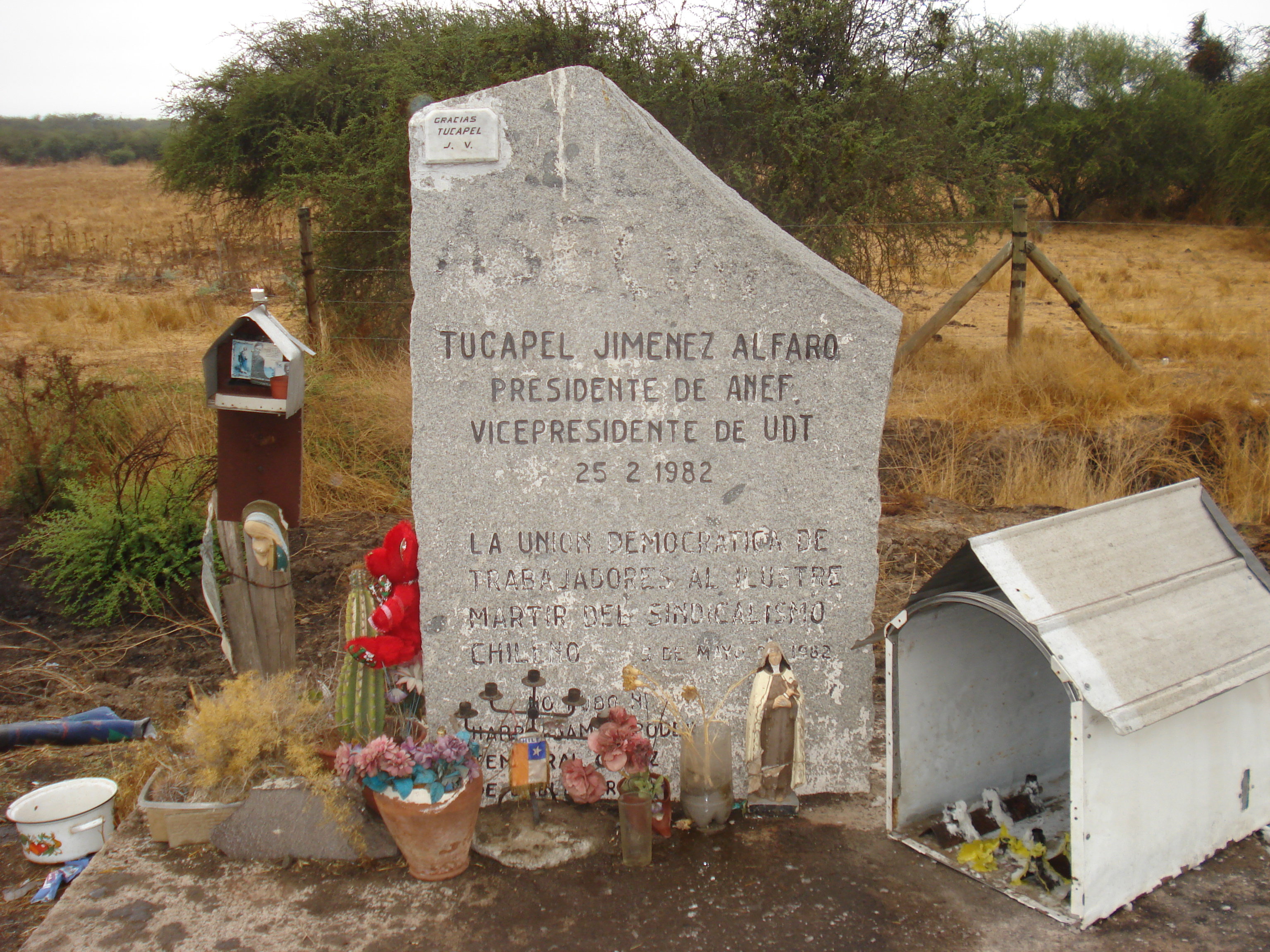
Animita levantada a un dirigente sindical asesinado durante el régimen de Pinochet

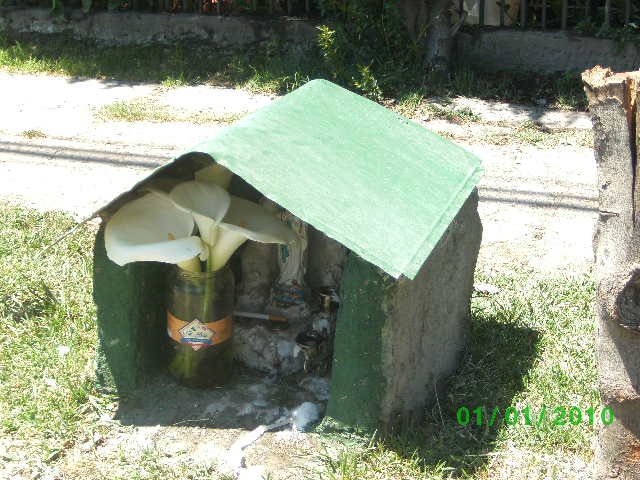
Animita con un cigarro de regalo para el difunto.

En Sudamérica, producto de una combinación de creencias como el animismo, politeísmo y religiones monoteístas, es habitual reconocer estos espacios en plena vía pública. De hecho, algunas animitas ya han alcanzado dimensiones inimaginables, como el templo erigido en honor a  el muro de Romualdo Ibáñez, en la comuna de Estación Central, en Santiago de Chile.
Existe tal respeto por esta modalidad de creencia que, en el caso de la animita de Romualdo Ibáñez, se hizo una remodelación mayúscula en el sector, como parte de un proyecto de renovación urbana; no obstante, la centenaria pared de ladrillos quedó intacta.
Se entiende que los fallecidos en circunstancias trágicas dejan su alma o ánima vagando en el lugar donde cayeron o fueron sepultados y de esta forma necesitan de la construcción de los templetes donde sus deudos le pondrán velas. Entonces, le pueden pedir que intervenga frente a santos o el mismo Dios para que les soluciones problemas, y si este asunto es resuelto, el deudo le debe agradecer poniéndole una placa. A medida que se juntan las placas, se entiende que es una animita milagrosa y aumenta la cantidad de fieles. De esta forma las animitas vienen a cumplir (o suplir) la función de los santos populares en otras naciones católicas. La diferencia está en que la Iglesia católica acepta como santos a personas de intachable conducta y tras un proceso; mientras que las animitas pueden pertenecer a delincuentes fusilados (como Dubois o Santos Guayama), agnósticos (Balmaceda) o simples personas muertas trágicamente (como Lázaro Blanco, alcanzado por un rayo, o Elvirita Guillén, violada y asesinada). Por esta razón la Iglesia Católica no acepta este tipo de culto aunque las personas que lo practican no lo ven como «anticatólico», sino todo lo contrario, como una parte de la Iglesia. El mejor ejemplo es el mecanismo que usan los que desean santificar los amuletos de San La Muerte, quienes los ingresan a escondidas a las misas y los sostienen durante las bendiciones del sacerdote.
Las animitas también son levantadas por grupos no religiosos, ni siquiera vinculados con la religión católica, ya que en Chile se pueden encontrar animitas a personas asesinadas durante la dictadura militar. En este caso grupos de activistas pro Derechos humanos (laicos por definición) y partidos políticos de izquierda (tradicionalmente anticlericales y ateos) usan la animita como un cenotafio. Las barras bravas de los equipos de fútbol también crean animitas y visitan sus caídos en forma trágica. Una organización de ciclistas decidió crear animitas en los lugares en que fueron fueron atropellados ciclistas, y como les amarraron al lado una bicicleta pintada de blanco, pasaron a llamarse bicianimitas, las que se hacen más bien como una forma de manifestación política de visibilización del problema en la sociedad.
No todas las animitas son famosas. Hay algunas que yacen abandonadas y olvidadas. Otras son hermosas y floridas. Basta que un sujeto fallecido en trágicas circunstancias tenga unos pocos pero leales deudos para que le levanten un templete o santuario. Según investigadores y estudiosos del tema, la animita es un hábito dentro de la idiosincrasia de los pueblos, desarrollada por la necesidad de venerar la muerte y eternizar la memoria del occiso.
Puesto que las animitas tienen un origen popular, no siempre quedan claras las circunstancias que le dan origen, produciéndose una serie de mitos que compiten en transformarse en una verdad oficial. 
Un aspecto interesante que refleja el sincretismo cultural es el dejar regalos en la animita destinados al fallecido. Tiende a respetarse y permanecer en ese lugar.
Existen animitas de carretera, que se construyen en el lugar donde falleció la víctima en el entendido que su alma (ánima) permanece en dicho lugar, y de cementerios que se veneran donde es sepultado el cuerpo.

## Animitas famosas

### En Chile
- Elvirita Guillén, en Antofagasta.
- Émile Dubois, en Valparaíso.

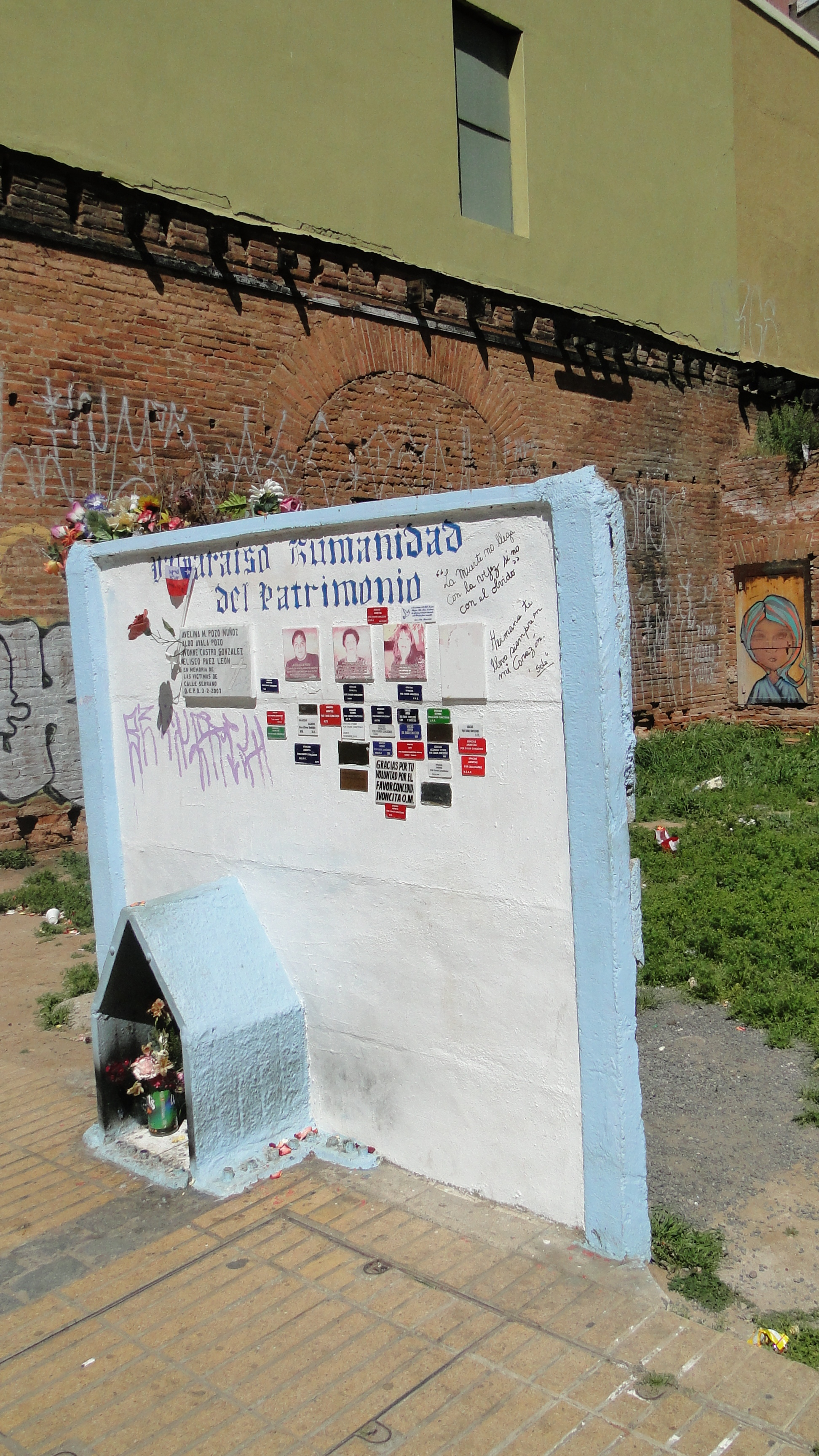
Obsérvese como se respeta la pared de la animita. Acá víctimas de un incendio de un edificio patrimonial.

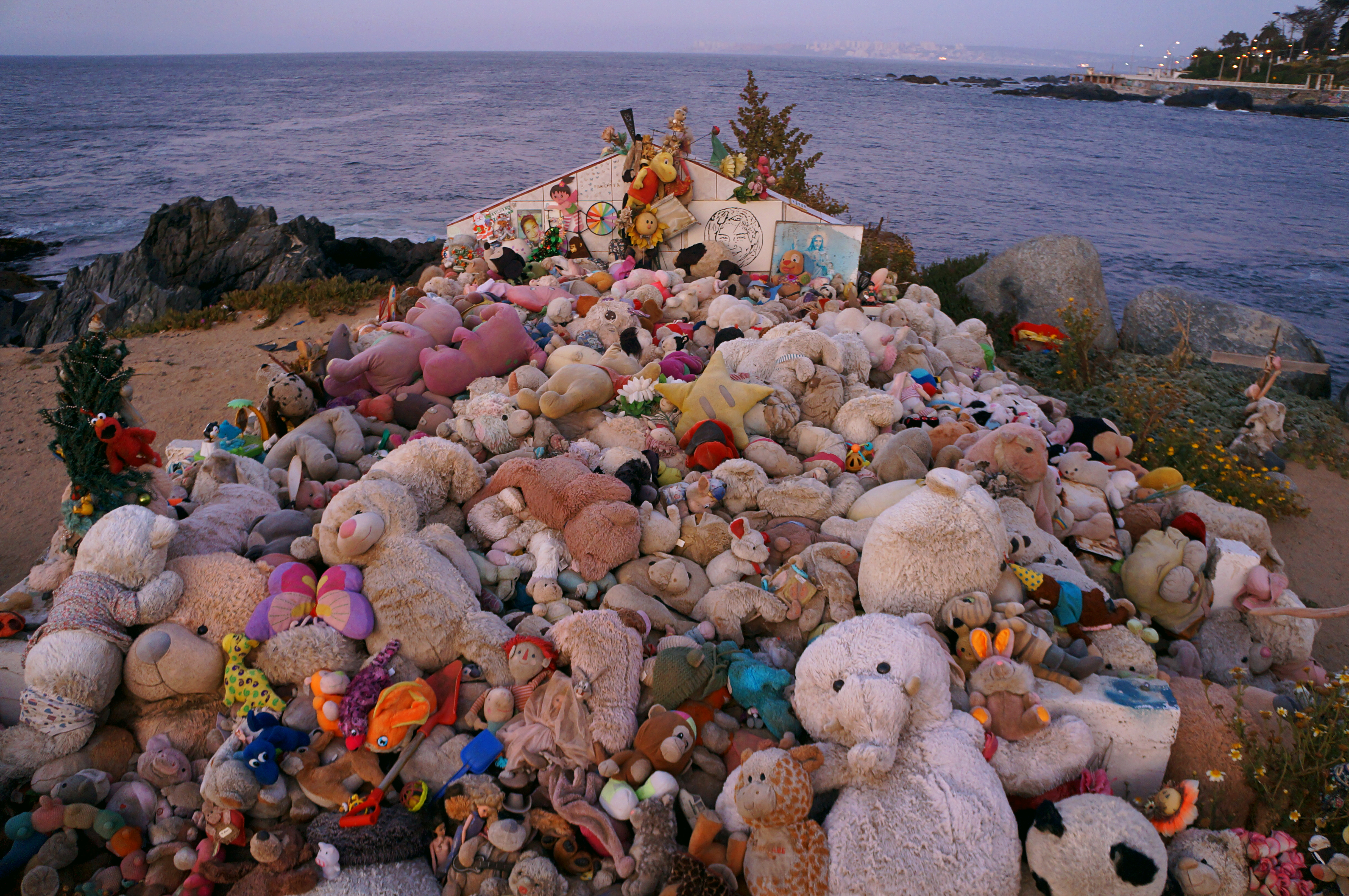
Animita en Playa Ancha, Valparaíso.

- Felipe Camiroaga, en el Edificio Corporativo de Televisión Nacional.
- Guillermo Martínez Araya y Sergio Yáñez Ayala, asesinados de un balazo y dinamitados en marzo de 1981 (camino a Chiuchiu).
- Romualdito,[2] en Estación Central.
- Marina Silva Espinoza, en el parque O’Higgins.
- Tumba del cardenal José María Caro, en el Cementerio General.
- Presidente José Manuel Balmaceda, en el Cementerio General.
- Innumerables animitas en el Paso Superior Sepultura de los muertos por asaltos y accidentes en el lugar.
- Willy Antonio Rojas Reyes (Wilito): Carretera del Cajón del Maipo, junto túnel ferroviario.
- Hans Pozo, joven asesinado y descuartizado en Puente Alto.
- Animita del paquito, dedicada a un cabo de Carabineros de Chile, en La Florida
- Carmencita, al interior del Cementerio General de Santiago.
- La del cabo de Carabineros Cristián Vera, en Pudahuel.
- La de «La Niña Hermosa», en San Antonio.
- Animita de Fortuoso, en Puerto Montt.
- Animita de Daniel Zamudio en Parque San Borja
- Animita de Petronila Neira,[3] Cementerio General de Concepción.

### En Argentina

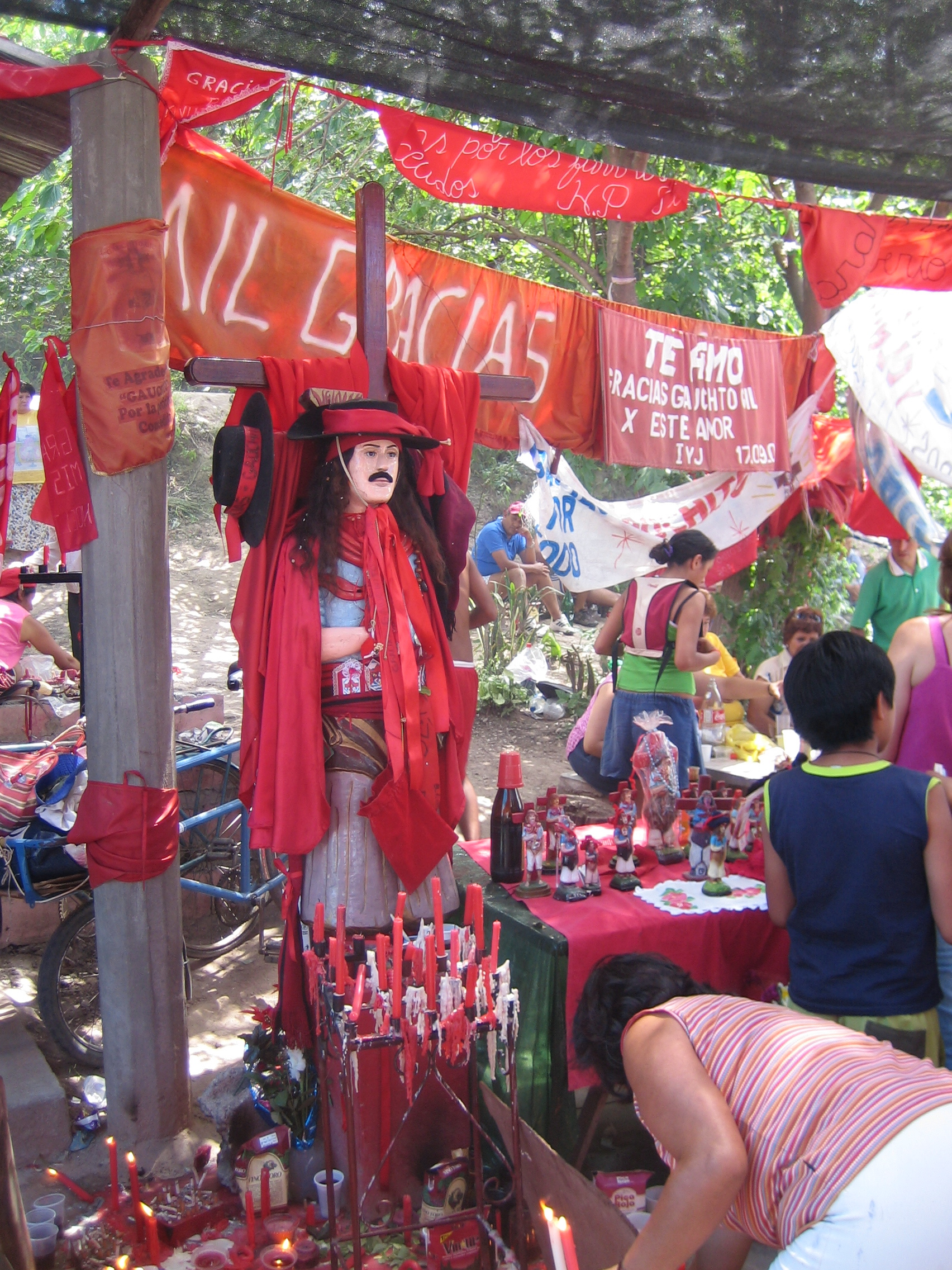
Santuario a Gauchito Gil.

- Difunta Correa: Santuario está en la localidad de Vallecito es una localidad ubicada al este de la provincia de San Juan
- Gauchito Gil
- Pancho Sierra
- Santos Guayama
- Lázaro Blanco
- Gilda: Tumba N.º 3635 de la galería 24, en el Cementerio de la Chacarita

### En Paraguay
- San La Muerte

### En Perú
- En Pomabamba, Áncash, entre la plaza mayor y el río sobre una piedra los devotos creen ver Cristo Crucificado, desde 1954; en la actualidad le han construido un capillete. Lo denominan localmente Tayta Rumi. Los estudiantes de colegio, prendiendo velas, le imploran favores para aprobar los exámenes. Aparece sobre esta devoción, una nota breve en "cien años del Obispado de Huarás" en un artículo de Alba Herrera.[cita requerida]

### En Venezuela
- Ánimas de Guasare, en el istmo de la península de Paraguaná, estado Falcón.